# Ouren
Ouren is een dorp in het zuiden van de Belgische gemeente Burg-Reuland, onderdeel van de Duitstalige gemeenschap.

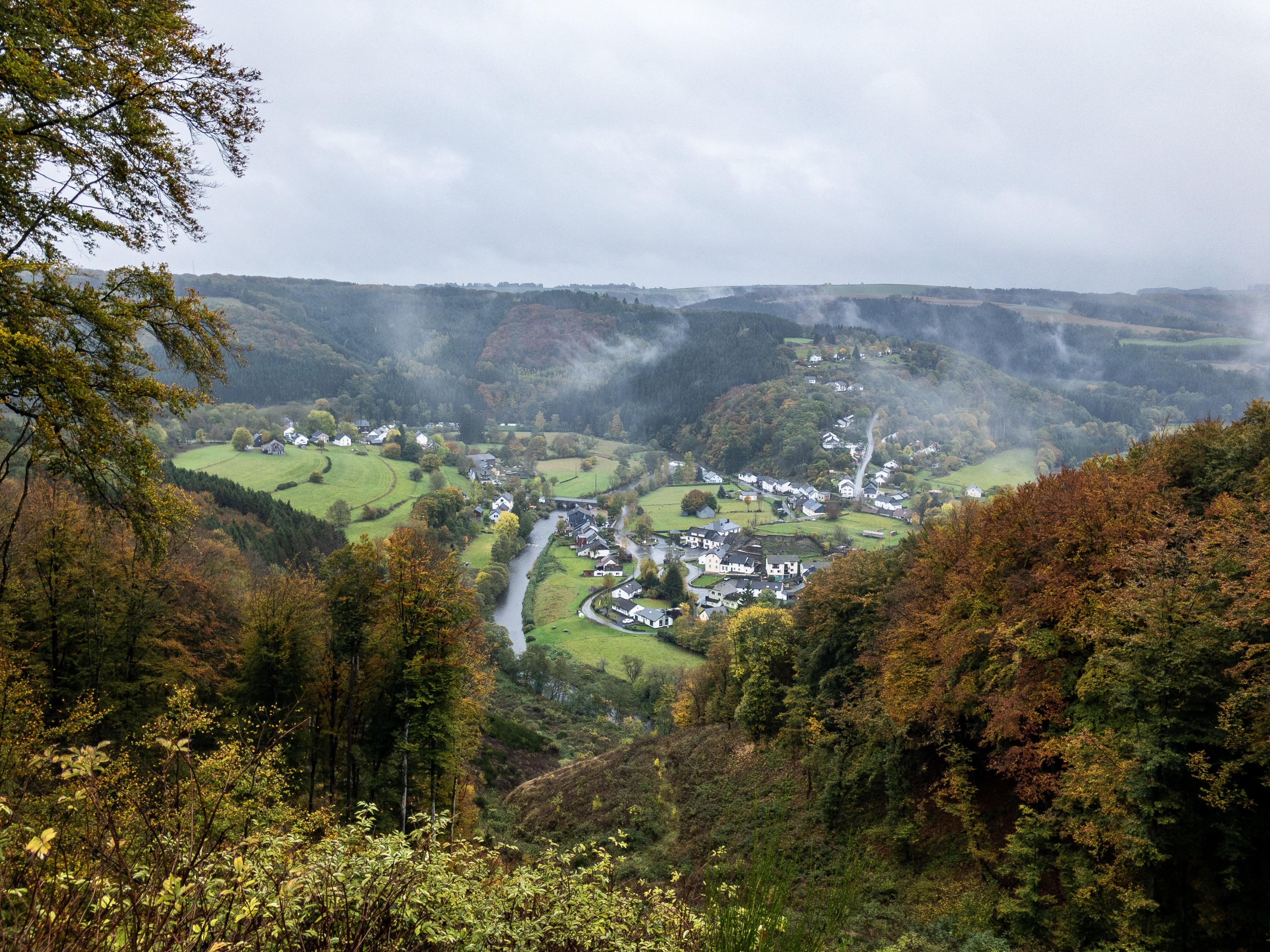
Het dorp Ouren

## Geografie
Het dorp is gelegen aan de Our en had in januari 2023 118 inwoners. Bij Ouren ligt een drielandenpunt: het dorp grenst in het oosten aan Duitsland en in het westen en het zuiden aan het Groothertogdom Luxemburg en is bijna volledig omsloten.
Het ligt op korte afstand van Weiswampach en Lieler. Wandelaars en fietsers kunnen gebruikmaken van een houten wandel- en fietsbrug die de verbinding vormt tussen België en Duitsland. Door Ouren loopt de Europese wandelroute E2. De E2 is ook bekend als Wandelroute GR5.
Voor de inwoners van Ouren is toerisme een belangrijke bron van inkomsten, wat blijkt uit de aanwezigheid van een camping en twee hotels en enkele huurwoningen.

## Bezienswaardigheden
- Europamonument. Ten zuiden van de dorpskern is een monument nabij het drielandenpunt, opgericht in 1977.
- Burg Ouren. Op de heuvel midden in het dorp, tussen de woningen bevindt zich de burchtruïne.
- Sint-Pieterskerk.
- Lancaster Memorial, een oorlogsmonument vlak over de grens met Luxemburg.
- Rittersprung. Volgens de legende is er vanaf de rots ten noorden van het dorp een ridder op een paard naar beneden gesprongen. Hij deed dit om zijn geliefde mee te nemen en had de hoefijzers verkeerd om aan de hoeven van zijn paard gemaakt om achtervolgers te verwarren.

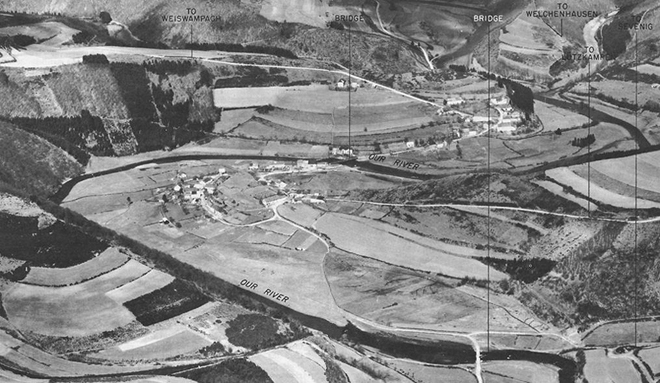
Amerikaanse militaire kaart van Ouren.

## Geschiedenis
Het gebied rond Ouren was al bewoond tijdens het Romeinse Keizerrijk.  Dit blijkt uit resten van een hypocaustum die in het dorp teruggevonden zijn.
Sinds de 11e of 12e eeuw was er een versterkte plaats op de linkeroever van de Our  Deze burcht veranderde verschillende keren van eigenaar tot de bovengrondse restanten verkocht werden in 1846.
Aan het einde van de Spaanse Successieoorlog werd het heerschap Ouren van 1714 tot 1795 een onderdeel van de Oostenrijkse Nederlanden. In 1795 werd de burcht door Franse revolutionaire troepen verwoest. Bij de Klöppelkrieg verschansten opstandelingen zich in de ruïnes van de burcht maar moesten zich na een kort gevecht overgeven.  
Op het Congres van Wenen wordt in 1815 beslist dat Ouren samen met Eupen en Malmedy onderdeel werd van het Koninkrijk Pruisen. 
In 1920 worden de Oostkantons, waaronder Ouren, door het Verdrag van Versailles bij België gevoegd.  
Na de invasie van mei 1940 door Nazi-Duitsland wordt door Adolf Hitler beslist dat de Oostkantons terug integraal bij het Derde Rijk horen.  In 1944 kwam het dorp terug bij België maar veranderde tijdelijk van kamp tijdens het Ardennenoffensief.
Sinds de gemeentefusie van 1977 is het dorp een deelgemeente van Burg-Reuland.

## Nabijgelegen kernen
Lieler, Weiswampach, Oberhausen
1. ↑  (de) Gemeinde Burg-Reuland: Bevölkerungsstatistiken. Gearchiveerd op 18-6-2018. Geraadpleegd op 22-04-2023. “Dörfer (Stand am 31.12.2022)”

Deelgemeenten: Reuland · Thommen

Overige kernen: Aldringen · Alster · Auel · Bracht · Braunlauf · Diepert · Dürler · Espeler · Grüfflingen · Koller · Lascheid · Lengeler · Maldingen · Malscheid · Maspelt · Oberhausen · Oudler · Ouren · Richtenberg · Steffeshausen · Stoubach · Weidig · Weisten · Weweler

Belgische gemeenten · Duitstalige Gemeenschap · Arrondissement Verviers · Luik · Wallonië